# Alasapa
Alasapa (Alazapa), jedno od brojnih plemena ili bandi Coahuiltecan (?) Indijanaca koje je tijekom 17. stoljeća od raznihih autora locirano na nekoliko lokacija sjeveroistočnog Meksika. Između 1639. i 1647. spominju se u vezi nekoliko napada na Španjolce blizu Montereya. Chapa ih sredinom 17. stoljeća locira nedaleko Cerralva. U svom pismu potkralju (1690) otac Massanet kaže da ovo pleme živi 10 liga južno od Rio de los Sabinos u Coahuili. Navodi ih i Alvares Barreiro (1720.-tih) na svom popisu plemena Nuevo Leóna. Thomas N. Campbell također ih navodi na listi među nekoliko plemena koja žive blizu današnjeg Lampazosa, na sjeveroistočnoj granici Nuevo Leóna i Coahuile. 

## Vanjske poveznice
- Juan Bautista Chapa, William C. Foster, Texas & northeastern Mexico, 1630-1690